# Jean Cristofol
Jean Joseph Antoine Cristofol (24. března 1901 Vilallobent – 21. listopadu 1957 Villejuif) byl francouzský komunistický politik, celník, odborář a starosta Marseille.

## Mládí
Narodil se v katalánském pohraničním městě Vilallobent ve Španělsku do malorolnické rodiny. Jeho rodina pocházela z obce Llo ve Východních Pyrenejích a pracovala na polnostech na obou stranách španělsko–francouzské hranice. Na konci první světové války ve svých sedmnácti letech narukoval do francouzské armády. Podílel se na okupaci německého Porúří a v roce 1921 byl demobilizován. V roce 1923 vstoupil do celní správy, kde organizoval celní odbory CNT. Od roku 1931 působil v Lize pro lidská práva. V roce 1933 vstoupil do francouzské komunistické strany.

## Působení
V roce 1936 byl zvolen poslancem Národního shromáždění za volební obvod Bouches-du-Rhône. Po rozpadu vlády Lidové fronty v dubnu 1938 organizoval komunistickou kampaň proti přijetí Mnichovské dohody v září 1938. Po zákazu komunistické strany vládou Éduarda Daladiera v září 1939 byl 8. října 1939 zatčen, zbaven poslaneckého mandátu a obviněn za porušení dekretu o zákazu komunistické strany. V roce 1941 byl internován ve věznici v Alžíru. Po vylodění britsko-amerických vojsk v Severní Africe byl v únoru 1943 propuštěn. V Africe poté pracoval pro Alžírskou komunistickou stranu. Účastnil se politického vedení operace Dragoon, kdy se 15. srpna 1944 vylodil v Saint-Tropez. V Marseille se stal radním a předsedou regionálního výboru pro osvobození. V říjnu 1945 byl znovu zvolen poslancem a tuto funkci vykonával až do své smrti. V komunálních volbách v prosinci 1946 byl zvolen starostou Marseille. Po porážce v komunálních volbách v říjnu 1947 ho ve funkci starosty nahradil zástupce gaullistického Sdružení francouzského lidu.

## Smrt a odkaz
Zemřel 21. listopadu 1957 ve městě Villejuif u Paříže v důsledku onemocnění rakoviny plic. Byl pohřben v Marseille. V roce 1967 byla po něm na jeho počest v marseillské čtvrti La Belle-de-Mai pojmenována ulice Rue Jean-Cristofol.